# Miss Monde Martinique
Miss Monde Martinique ou « Miss World Martinique », est un titre de beauté donné à la candidate représentante de la Martinique au concours international Miss Monde depuis 2005. 
L'actuelle récipiendaire est Aurélie Joachim, Miss Martinique 2016, désignée officiellement Miss World Martinique 2023 le 29 mars 2025.
À ce jour, aucune Martiniquaise n'a remporté le concours Miss Monde.

## Histoire
La première Miss Monde Martinique a été élue grâce au concours « Martinique Queens », un concours de beauté réservé aux jeunes femmes de 17 à 25 ans qui permettait de représenter la Martinique à l'échelle internationale. La gagnante participait au concours Miss Monde et les 4 autres finalistes pouvaient également représenter la Martinique dans certains concours internationaux.
La dernière candidate de « Martinique Queens » ayant été sélectionnée pour représenter la Martinique au concours Miss Monde est Anaïs Delwaulle, en 2014. Quatre ans après, une autre association sous le nom de « Miss Territorial Martinique » a repris la licence de « Miss World Martinique » où ils ont envoyé Larissa Segarel en 2018.
Le 23 septembre 2023, lors de l'élection de Miss Martinique 2023, Flora Renault (déléguée de Miss Martinique pour Miss France) annonce que le comité Miss Martinique obtient la licence pour Miss Monde. C'est donc Axelle René, Miss Martinique 2022 et 3e dauphine de Miss France 2023, qui est nommée Miss World Martinique 2023.

## Représentantes de la Martinique à Miss Monde
| Année | Miss World Martinique | Résultat à Miss Monde | Distinction (s) spéciale(s)                                                                                     | Comité organisateur         |
| ----- | --------------------- | --------------------- | --- | --------------------------- |
| 2025  | Aurélie Joachim       | Top 4 3e dauphine     | Miss World Caribbean Top model (Gagnante du continent Amérique & Caraïbes) Sport (1re dauphine) Talent (Top 48) | Miss Martinique             |
| 2024  | Pas d'élection        | Pas d'élection        | Pas d'élection                                                                                                  | Pas d'élection              |
| 2023  | Axelle René           | Top 40                | Top Model (Gagnante)                                                                                            | Miss Martinique             |
| 2022  | Pas d’élections       | Pas d’élections       | Pas d’élections                                                                                                 | Pas d’élections             |
| 2021  | Pas d’élections       | Pas d’élections       | Pas d’élections                                                                                                 | Pas d’élections             |
| 2020  | Pas d’élections       | Pas d’élections       | Pas d’élections                                                                                                 | Pas d’élections             |
| 2019  | Pas d’élections       | Pas d’élections       | Pas d’élections                                                                                                 | Pas d’élections             |
| 2018  | Larissa Segarel       | Top 12                | | Miss Territorial Martinique |
| 2017  | Pas d’élections       | Pas d’élections       | Pas d’élections                                                                                                 | Pas d’élections             |
| 2016  | Pas d’élections       | Pas d’élections       | Pas d’élections                                                                                                 | Pas d’élections             |
| 2015  | Pas d’élections       | Pas d’élections       | Pas d’élections                                                                                                 | Pas d’élections             |
| 2014  | Anaïs Delwaulle       | Non classée           | Beauty With a Purpose (Top 23)                                                                                  | Martinique Queens           |
| 2013  | Julie Lebrasseur      | Non classée           | Miss Beach Beauty (Top 33)                                                                                      | Martinique Queens           |
| 2012  | Andy Govindin         | Non classée           | Miss Beach Beauty (Top 40)                                                                                      | Martinique Queens           |
| 2011  | Axelle Perrier        | Non classée           | Miss Beach Beauty (1re dauphine Top model (Top 20)                                                              | Martinique Queens           |
| 2010  | Tully Fremcourt       | Non classée           | Miss Beach Beauty (Top 20) Sport (Top 20) Talent (Top 20)                                                       | Martinique Queens           |
| 2009  | Ingrid Littré         | Top 16                | Top Model (2e dauphine)                                                                                         | Martinique Queens           |
| 2008  | Élodie Delor          | Non classée           | Talent (Top 19)                                                                                                 | Martinique Queens           |
| 2007  | Vanessa Beauchaints   | Non classée           | | Martinique Queens           |
| 2006  | Stephanie Colosse     | Non classée           | Sport (Top 24)                                                                                                  | Martinique Queens           |
| 2005  | Moana Robinel         | Non classée           | Sport (Demi-finaliste)                                                                                          | Martinique Queens           |